# Жуан III
Жуан (Иоанн) III (порт. João III; 7 июня 1502, 1502 или 6 июня 1502, Замок Святого Георгия — 11 июня 1557 или 11 июня 1557, Дворец Рибейра) — король Португалии (1521—1557), двоюродный племянник Жуана II, сын Мануэла I Счастливого.

## Ранние годы
Жуан, старший сын короля Мануэля I, родился в Лиссабоне 7 июня 1502 года, и это событие было отмечено одой поэта Жила Висенте. Молодой принц был объявлен наследником престола в 1503 году, когда родилась его младшая сестра Изабелла.
Жуан получил хорошее образование, в числе его учителей были астролог Томас де Торрес, епископ Визеу Диогу де Ортиш и Луиш Тейшейра Лобу — один из первых португальских гуманистов эпохи Возрождения, ректор университета Сиены (1476), профессор права в Ферраре (1502).
В возрасте шестнадцати лет Жуану была сосватана его двоюродная сестра, 20-летняя Элеонора Австрийская, старшая дочь Филиппа I, но вместо этого она вышла замуж за его овдовевшего отца Мануэла I. Жуан болезненно воспринял эту ситуацию: хронисты пишут, что после этого он стал меланхоличным и апатичным. Некоторые историки также утверждают, что неудавшаяся свадьба с Элеонорой была одной из главных причин того, что Жуан позже стал горячо религиозным человеком.

## Начало правления
19 декабря 1521 года Жуан был коронован в Церкви Сан-Домингуш в Лиссабоне. Жуан III продолжил централизаторскую и абсолютистскую политику своих предков. Он созывал португальский Кортес только три раза: в 1525, 1535 и 1544 годах. Он также пытался перестроить административную и судебную системы королевства.
Брак младшей сестры Жуана III Изабеллы с императором Священной Римской империи Карлом V позволил португальскому королю создать прочный союз с Испанией и Священной Римской империей. Для укрепления своих связей с Австрией он женился на Екатерине Австрийской, младшей сестре Карла V.

## Правление
Обширная Португальская империя была тяжела в управлении и обременена большими долгами и дефицитом внешнего торгового баланса. Индийским и дальневосточным интересам Португалии всё более вредило плохое администрирование назначенных чиновников. В результате сбоев в управлении постепенно чахла португальская торговая монополия. С учётом сложной международной ситуации Жуан III объявил мобилизацию мужчин от 20 до 65 лет 7 августа 1549 года.
Владения португальцев оказалась под угрозой со стороны Османской империи, как в Индийском океане, так и в Северной Африке, в результате чего Португалия увеличила расходы на оборону. Между тем, в Атлантике, где португальские корабли выдерживали постоянные атаки корсаров, активизировались французы, попытавшиеся создать колонию в Бразилии и заключить союз с  индейцами против португальцев. В конце концов французы были вынуждены покинуть Бразилию к 1565 году.
В первые годы правления Жуана III продолжались исследования Дальнего Востока. Португальцы достигли Китая и Японии, однако эти достижения были компенсированы давлением со стороны крепнувшей Османской империи Сулеймана I Великолепного, особенно в Индии, где нападения турок становились всё более частыми. Расходы на отстаивание индийских интересов были велики. Чтобы удержать Индию, Жуан III отказался от ряда крепостей в Северной Африке — Сафима, Азаморы и других.

Жуан III добился закрепления португальских интересов на Молуккских островах, богатых специями. После почти десяти лет стычек в Юго-Восточной Азии он подписал договор в Сарагосе с императором Карлом V 22 апреля 1529 года. Договор в Тордесильясе разграничил области испанского и португальского влияния в Азии.
Царствование Жуана III было отмечено активной дипломатической деятельностью. С Испанией он заключал альянсы посредством браков (собственного с Екатериной; принцессы Изабеллы — с Карлом V; принцессы Марии — с Филиппом II), что обеспечило мир на Пиренейском полуострове. Однако браки между довольно близкими родственниками обусловили плохое здоровье детей Жуана и будущего короля Себастьяна I.
Жуан III остался нейтральным во время войны между Францией и Испанией, но твёрдо противостоял нападениям французских корсаров. Он укрепил отношения с Папой путём введения инквизиции в Португалии. Эта связь с католической церковью дала его братьям Энрике и Афонсу кардинальские шапки, а его внебрачному сыну Дуарте — чин архиепископа Браги. Торговые отношения были активизированы с Англией, странами Прибалтики и Фландрии. Между тем, на другом конце света Португалия была первой европейской страной, наладившей связи с Японией. В Китае португальцы заняли Макао, что позволило им взять под контроль ценный торговый маршрут.
В 1550 году Жуан III подчинил себе вооружённые силы рыцарского Ависского ордена.

## Культура
Жуан III активно поддерживал деятелей культуры и образования. В литературе он содействовал Жилу Висенте, Гарсии де Резенде, Са де Миранде, Бернардину Рибейру, Фернану Мендешу Пинту, Жуану де Баррушу и Луишу де Камойншу. В науке король поддержал математика Педру Нунеша и врача Гарсию де Орту. Благодаря его связям с португальскими гуманистами, такими, как Луиш Тейшейра Лобу, Эразм Роттердамский посвятил свою Chrysostomi Lucubrationes Жуану III.
Король обеспечивал стипендиями португальских студентов за рубежом, в основном в Парижском университете, послав туда пятьдесят студентов во главе с Диогу де Гувейей. Он окончательно перенёс португальский университет из Лиссабона в Коимбру в 1537 году. В 1542 году Жуан III открыл в Коимбре колледж искусств, пригласив многих выдающихся португальских и заграничных преподавателей во главе с Андре де Гувейей из колледжа в Бордо.
Ещё одним важным аспектом деятельности Жуана III была поддержка миссионеров в Азии, Африке и Южной Америке. В 1540 году, после обращений к Папе Римскому с просьбой о миссионерах для португальской Ост-Индии, Жуан III назначил Франциска Ксаверия в Азию в качестве Апостольского нунция. Он с энтузиазмом поддержал Диогу де Гувейю, который советовал королю привлекать молодёжь в образованное Общество Христа. Со временем иезуиты приобрели огромное влияние в стране. Король, королева и инфанты слушались их внушений. Иезуиты проникли во все слои общества, овладели университетами и стали господствовать над общественной жизнью Португалии.

## Инквизиция
Инквизиция была введена в Португалии в 1536 году и была помещена под власть короля. Великий инквизитор назначался Папой Римским после одобрения короля, и он всегда происходил из королевской семьи. В Португалии первым Великим инквизитором стал кардинал Энрике, младший брат короля (позже и сам ставший королём). По своим масштабам преследование еретиков в Португалии превзошло даже то, что творилось в других частях Пиренейского полуострова.

## Смерть
С 1539 года наследником престола был Жуан Мануэль, принц Португалии, который женился на Хуане Австрийской, дочери Карла V. Однако в 1554 году Жуан умер от диабета, за восемнадцать дней до рождения его сына Себастьяна. Когда Жуан III умер от апоплексического удара в 1557 году, его единственным наследником оказался его трехлетний внук Себастьян. Ныне останки Жуана III покоятся в монастыре Жеронимуш в Лиссабоне.

## Семья
В 1525 году женился на дочери короля Кастилии Филиппа I Екатерине Австрийской. От этого брака родились:
- Афонсу (1526)
- Мария (1527—1545) — супруга короля Испании Филиппа II.
- Изабелла (1529)
- Беатриса (1530)
- Мануэл (1531—1537)
- Фелипе (1533—1539)
- Диниш (1535—1537)
- Жуан Мануэл (1537—1554) — супруг Хуаны Австрийской.
- Антониу (1539—1540)